# زیویلر
زیویلر (به فرانسوی: Siewiller) یک کمون در فرانسه با جمعیت ۴۲۵ نفر است که در Canton of Drulingen واقع شده‌است.